# 張秀珍
張秀珍（1951年8月1日—），中華民國政治人物，民主進步黨籍，曾任立法委員和國大代表。

## 外部連結
立法院 （页面存档备份，存于）